# コクレルネズミキツネザル属
コクレルネズミキツネザル属（コクレルネズミキツネザルぞく、Mirza）は、哺乳綱霊長目コビトキツネザル科に分類される属。

## 分布
マダガスカル北西部および西部

## 形態
体長20 - 22.5センチメートル。尾長30 - 33センチメートル。体重290 - 320グラム。体色は濃褐色や灰褐色。

## 分類
以前はコクレルネズミキツネザル（コクレルコビトキツネザル）Mizra coquereliのみで本属を構成していた。さらに以前はネズミキツネザル属に含める説もあったが、1982年により大型であること・形態・行動から独立した属に分割する説が提唱された。
コクレルコビトキツネザルは隔離分布するとされていたが、2005年にミトコンドリアDNAシトクロムbの分子系統推定などからこのうち北部個体群がM. zazaとして新種記載された。
以下の分類・和名・英名は日本モンキーセンター(2018)に従う。
- Mizra coquereli コクレルネズミキツネザル Coquerel's giant mouse lemur
- Mizra zaza キタオオネズミキツネザル Northern giant mouse Lemur

## 生態
乾燥した落葉樹林に生息する。単独で生活する。夜行性で、昼間は枝や葉・蔦などを組み合わせた球形の巣で休む。
果実、花、樹脂、芽、昆虫、カエル、カメレオン類やヘビ類といった爬虫類、小型の鳥類などを食べる。
繁殖様式は胎生。10月に交尾を行う。妊娠期間は3か月。

## 人間との関係
森林の破壊、食用の狩猟などにより生息数が減少している種もいる。